# Oblast Leningrad
De oblast Leningrad (Russisch: Ленинградская область; Leningradskaja oblast ) is een oblast (bestuurlijke eenheid) in het noordwestelijke deel van Rusland. Het is het gebied rond Sint-Petersburg (vroeger Leningrad geheten), het bestuur is daar ook gevestigd, maar de stad zelf is een zelfstandige bestuurseenheid.
In tegenstelling tot de stad heeft de oblast na een referendum zijn oude naam behouden (die verwijst naar de Sovjetleider Lenin).
De oblast omvat het gebied rond Sint-Petersburg en reikt van de Finse en de Estse grens tot voorbij de zuidelijke helft van het Ladogameer tot het Onegameer. De belangrijkste rivieren zijn de Neva en de Volchov. Bestuurlijk gezien bestaat het gebied uit 17 rajons (ru: районы) en 1 kanton (ru: волость,volost).
Het gebied ligt aan de Finse Golf en het gebied was vroeger bekend als Ingermanland, en werd door Fins-Oegrische volkeren bewoond. De Wepsen, Woten, en Ingriërs zijn nog restanten van deze volkeren die nog in dit gebied leven. Begin 18e eeuw werd het door Rusland veroverd, en met de stichting van Sint-Petersburg begon de ontwikkeling van het gebied.
De economie is divers en de belangrijkste activiteiten zijn machinebouw, houtverwerking, chemische industrie en energieopwekking. Voor de economie is de regio sterk afhankelijk van de haven van Sint-Petersburg.

## Demografie
| 1926    | 1939      | 1959      | 1970      | 1979      | 1989      | 2002      |
| ------- | --------- | --------- | --------- | --------- | --------- | --------- |
| 923.000 | 1.248.000 | 1.500.000 | 2.358.000 | 3.519.000 | 4.859.000 | 5.361.222 |

## Bestuurlijke indeling
De oblast Leningrad bestaat uit 17 gemeentelijke districten en 1 stedelijk district (Sosnovy Bor).

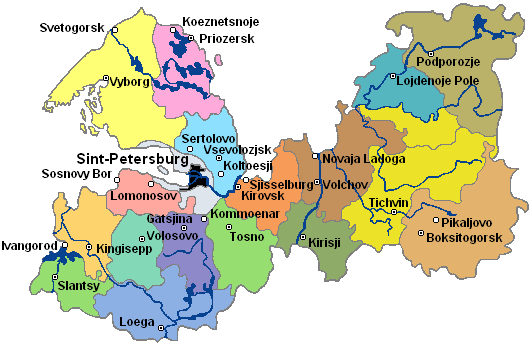
Gemeentelijke districten en belangrijkste plaatsen